# Корнелія Функе
Корнелія Функе (нім. Cornelia Funke, нар. 10 грудня 1958, Дорстен, ФРН) — німецька письменниця та ілюстраторка, авторка понад чотирьох десятків творів для дітей. Працює переважно в жанрі фентезі та пригодницького роману. Найбільш відома у світі як авторка «Чорнильної трилогії». Твори Функе перекладені 37 мовами світу, зокрема українською. У 2005 році часопис "Time"   вніс Корнелію Функе до переліку 100 найвпливовіших людей світу.  

## Біографія
Народилася 10 грудня 1958 року в місті Дорстен, земля Північний Рейн — Вестфалія. Батьки — Карл-Хайнц і Хелм Функе. У дитинстві мріяла бути астронавткою або пілотесою, але згодом вирішила стати педагогом. Закінчивши гімназію Св. Урсули в Дорстені, переїхала до Гамбурга, де студіювала педагогіку в Гамбурзькому університеті. Після закінчення навчання три роки працювала соціальним працівником із дітьми з обмеженими можливостями. Саме тоді Функе усвідомила важливість історій, які допомагають дітям відволікатися від проблемної дійсності. Паралельно Корнелія Функе вивчала дитячу ілюстрацію в Гамбурзькому інституті дизайну.
Функе одружилася із Рольфом Функе 1981 року. У них народилося двоє дітей — Анна (н. 1989) та Бен (1994). 2005 року сім'я переїхала до Лос-Анджелеса. У березні 2006 року чоловік Функе помер від раку.

## Творчість
Свою кар'єру Функе почала як ілюстраторка та дизайнерка дитячих книжок. Розчарування від читання деяких текстів породило в ній бажання спробувати писати самій. Серед своїх улюблених книжок Функе називає «Володаря перснів» Дж. Р. Р. Толкієна, «Хроніки Нарнії» К. С. Льюїса, «Пітера Пена» Дж. Баррі.
Функе — одна з авторів сценаріїв до німецького дитячого телесеріалу «Сім каменів» (виходить з 1988 року).
Міжнародна слава до Корнелії Функе прийшла 2002 року, коли в США вийшов друком переклад її роману «Володар над злодіями» (2000). Упродовж п'яти місяців він очолював списки дитячих бестселерів в США та Великій Британії. 2006 року вийшла на екрани його німецька екранізація. Ця книжка отримала одразу дві престижні американські премії в галузі дитячої літератури, а британський журнал Guardian розмістив її на першу сходинку свого хіт-параду дитячої літератури. Того ж року журнал Time назвав Функе «найвпливовішою німкенею світу».
2003 року вийшов друком чи не найвідоміший на сьогодні роман Функе — підліткове фентезі «Чорнильне серце», а в 2006 та 2008 рр — його продовження «Чорнильна кров» та «Чорнильна смерть». Перший роман «Чорнильної трилогії» екранізований 2008 року (Німеччина, Велика Британія, США), бюджет фільму — $60 млн.

## Українські переклади
- «Володар над злодіями» (Національний книжковий проект, 2002)
- «Чорнильне серце» (Теза, 2009)
- «Чорнильна кров» (Теза, 2010)
- «Чорнильна смерть» (Теза, 2010)
- «Відчайдух. Кам'яне тіло» (Махаон, 2011)
- «Володар драконів» (Ранок, 2013).

- Корнелія Функе. Ґільєрмо дель Торо. Лабіринт Фавна. Пер з англ.: Н. В. Дьомова. Харків: КСД. 2020. 240 стор. ISBN 978-617-12-7915-5